# 51 Piscium
51 Piscium är en misstänkt förmörkelsevariabel (E:)  i Fiskarnas stjärnbild.
Stjärnan varierar mellan visuell magnitud +5,67 och svagare än 9,0 utan någon fastställd periodicitet.